# Ekonomické rajóny Ruska

Členění Ruska do ekonomických regionů

Ekonomické rajony Ruské federace jsou územní celky, které se na rozdíl od politických subjektů Ruské federace neohraničují na základě kulturních či etnických předpokladů.

## Dělení regionů
Regionalizace ekonomických rajonů se provádí podle velikosti a ekonomické síly. Dnes v Rusku existují tři druhy rajonů, a sice:
- makroregiony - sdružují větší územní celky (republiky, kraje) a výrazně ovlivňují chod státu, v současnosti (2008) jich je 11.
- mezoregiony - obsahují menší celky, které mají omezené hospodářské vlivy, ale přesto mají svůj federální význam, je jich 79.
- mikroregiony - se vztahují na území okresů, obvodů, popř. obcí, jsou primární ekonomická jednotka, je jich kolem 27 tisíc.

V minulosti se ekonomické rajony na území Ruska dělily pouze do devíti oblastí. Dnešní počet je způsoben rozdělením bývalého Centrálního regionu na Střed a Černozemní střed a vyčleněním regionu Volžsko-vjateckého. Tyto změny probíhaly v první polovině 90. let v důsledku rozpadu Sovětského svazu.

Budoucnost ekonomických rajonů se odvíjí od provedení výnosu prezidenta z 13. května 2000 "O zplnomocněném představiteli prezidenta Ruské federace ve federálním okruhu". Tyto nové federální okruhy by měly kombinovat ekonomickou a sociokulturní stránku regionalizace území Ruské federace.

## Seznam ekonomických rajonů
| Rajon             | Podíl na rozloze (v %) | Podíl na obyvatelstvu (v %) | Podíl na průmyslu (v %) | Podíl na zemědělství (v %) |
| ----------------- | ---------------------- | --------------------------- | ----------------------- | -------------------------- |
| Severozápad       | 1,2                    | 6,0                         | 5,8                     | 3,3                        |
| Sever             | 8,6                    | 3,6                         | 5,7                     | 2,4                        |
| Střed             | 2,8                    | 26,2                        | 17,3                    | 13,5                       |
| Volžsko-vjatecký  | 1,6                    | 5,5                         | 4,3                     | 6,2                        |
| Černozemní střed  | 1,0                    | 5,2                         | 4,2                     | 8,5                        |
| Severní Kavkazsko | 2,1                    | 13,0                        | 4,4                     | 16,1                       |
| Povolží           | 3,1                    | 11,4                        | 12,6                    | 14,3                       |
| Ural              | 4,8                    | 8,5                         | 16,5                    | 14,4                       |
| Západní Sibiř     | 14,2                   | 10,2                        | 17,0                    | 12,0                       |
| Východní Sibiř    | 24,2                   | 5,9                         | 6,7                     | 5,9                        |
| Dálný Východ      | 36,4                   | 4,6                         | 5,5                     | 3,4                        |
| Kaliningrad       |                        |                             |                         |                            |
| Rusko             | 100,0                  | 100,0                       | 100,0                   | 100,0                      |